# 클럽 버터플라이
"클럽 버터플라이"는 2001년에 개봉한 대한민국의 영화이다.

## 캐스팅
- 김영호 : 혁 역
- 아니타 : 경 역
- 윤동환 : 우 역
- 김현희 : 숙 역
- 배수빈 : 진호 역
- 김일우 : 김 부장 역
- 구보석 : 상철 역
- 김학철 : 작업반장 역
- 신승수 : 클럽 멤버 역 (특별출연)
- 명계남 : 클럽 멤버 역 (특별출연)
- 엄흥렬 : 클럽 멤버 역 (특별출연)
- 방명석 : 클럽 멤버 역 (특별출연)
- 하성란 : 클럽 장 역 (특별출연)
- 박종근 : 파트너 역 (특별출연)
- 이기원 : 작가 1 역 (특별출연)
- 이승하 : 작가 2 역 (특별출연)